# Barrio chino (Montreal)
El Barrio chino de Montreal (en francés: Quartier chinois de Montréal; en chino simplificado: 蒙特利尔 唐人街; en chino tradicional: 蒙特利尔 唐人街, en pinyin: Méngtèlì'ěr Tangrenjie) es un barrio ubicado en la zona de la Calle de la Gauchetière, en la ciudad canadiense de Montreal (Quebec, Canadá). El barrio tiene muchos restaurantes asiáticos, mercados de alimentos y tiendas de conveniencias, además de contar con muchos centros comunitarios pertenecientes a la comunidad de Asia oriental de Montreal, sitios como L’Hôpital Chinois de Montréal (Hospital Chino de Montreal) y el Centro Cultural de Montreal.
En otro tiempo, en esta zona estaba asentada la comunidad judía de Montreal. Miles de inmigrantes de habla yidis se establecieron en el barrio entre 1890 y 1920, como parte de un barrio judío centrado en torno al bulevar de Saint Laurent.
Los primeros inmigrantes chinos a Montreal llegaron en marzo de 1877. El barrio chino de Montreal surgió en la década de 1890 y perteneció a los grupos de clanes Chan, Hom (Tam), Lee y Wong.  Muchos chinos de Taishan se establecieron (todos siguiendo a la familia Leung) en el entorno porque trabajaban para los ferrocarriles.
Con el paso de los años, también establecieron tiendas y restaurantes en la zona hongkoneses y refugiados de origen chino procedentes de Vietnam.
A partir de la década de 1970, el barrio chino de Montreal se vio afectado por muchos de los planes de reurbanización de la ciudad, lo que redujo su tamaño y su expansión.